# Nemertesia anonyma
Nemertesia anonyma is een hydroïdpoliep uit de familie Plumulariidae. De poliep komt uit het geslacht Nemertesia. Nemertesia anonyma werd in 2001 voor het eerst wetenschappelijk beschreven door Ansin Agis, Ramil & Vervoort. 